# Piazzale Flaminio (estación)
La estación de Piazzale Flaminio es la terminal sur de la línea Roma-Viterbo (también conocida como Roma Nord) del servicio ferroviario suburbano de Roma. Es gestionada por el consorcio estatal ATAC S.p.A. y está ubicada en Piazzale Flaminio, en los alrededores de la Piazza del Popolo y del mirador del monte Pincio, en el municipio italiano de Roma, en la región del Lacio.
Está conectada con la línea A del metro en la estación Flaminio - Piazza del Popolo a través de un pasaje exterior, y en cercanías de la estación Flaminio del tranvía 2 y de paradas de bus de las empresas ATAC y COTRAL.
Fue inaugurada el 28 de septiembre de 1932 y en 1976 pasó de la gestión privada a manos estatales.